# ماريك هاينز
ماريك هاينز (بالتشيكية: Marek Heinz)‏، من مواليد 4 أغسطس 1977 في أولوموك في تشيكوسلوفاكيا، لاعب كرة قدم تشيكي.
بدأ مسيرته الكروية مع نادي لازني بوهدانيتش في موسم 1996/1997، ولعب معهم 8 مباريات، وفي عام 1997 انتقل إلى نادي سيغما أولوموك، ولعب معهم حتى عام 2000، وشارك معهم في 70 مباراة وسجل 17 هدف، وفي عام 2000 انتقل إلى نادي هامبورغ الألماني، ولعب معهم حتى عام 2002، وشارك معهم في 52 مباراة وسجل 5 أهداف، وفي موسم 2002/2003 انتقل إلى نادي أرمينيا بيلفيلد الألماني، ولعب معهم 14 مباراة، وفي عام 2003 انتقل إلى نادي دوكلا براغ، ولعب معهم مباراة واحدة، وفي موسم 2003/2004 انتقل إلى نادي بانيك أوسترافا، ولعب معهم 32 مباراة وسجل 19 هدف، وفي موسم 2004/2005 انتقل إلى نادي بروسيا مونشنغلادباخ الألماني، ولعب معهم 23 مباراة وسجل هدف واحد، وفي موسم 2005/2006 انتقل إلى نادي غلطة سراي التركي، ولعهب معهم 18 مباراة وسجل 3 أهداف، ومنذ عام 2006 وهو يلعب مع نادي سانت إتيان الفرنسي.
و قد بدأ باللعب مع منتخب التشيك لكرة القدم في عام 2000.

## روابط خارجية
- ماريك هاينز على موقع الاتحاد الدولي (مؤرشف)  (الإنجليزية)
- ماريك هاينز على موقع الاتحاد الأوربي (الإنجليزية)
- ماريك هاينز على موقع الاتحاد التشيكي (الإنجليزية)
- ماريك هاينز على موقع اتحاد تركيا (لاعب) (الإنجليزية)
- ماريك هاينز على موقع قاعدة بيانات كرة القدم.إي يو (الإنجليزية)
- ماريك هاينز على موقع ناشيونال فوتبول تيمز (الإنجليزية)
- ماريك هاينز على موقع Soccerway.com (الإنجليزية)
- ماريك هاينز على موقع عالم كرة القدم.نت (الإنجليزية)
- ماريك هاينز على موقع كووورة
- ماريك هاينز على موقع أوليمبيديا (الإنجليزية)